# Мисс США 1982
Мисс США 1982 (англ. Miss USA 1982) — 31-й конкурс красоты Мисс США прошедший 13 мая 1982 года, в Gulf Coast Convention Center, Билокси, Миссисипи. Победительницей конкурса стала Терри Атли из штата Арканзас.
Жанин Богер Мисс Северная Каролина мать Мисс США 2009 года — Кристен Далтон. 

## Результаты
| Итоговое место | Участница |
| -------------- | --- |
| Мисс США 1982  | - Арканзас — Терри Атли |
| 1-я Вице Мисс  | - Техас — Луанн Коуги |
| 2-я Вице Мисс  | - Юта — Сьюзен Гэссер |
| 3-я Вице Мисс  | - Огайо — Ким Вида |
| 4-я Вице Мисс  | - Кентукки — Кристина Чапман |
| Полуфиналистки | - Гавайи — Ванесса Дюбуа - Мэриленд — Энджи Бойер - Массачусетс — Джанет Мари Флаэрти - Мичиган — Дайан Аравия - Теннесси — Шерли Динис "Найз" Леви - Вермонт — Джорджия Дэвис - Виргиния — Сондра Ди Джонс |

### Специальные награды
| Награда              | Участницы                    |
| -------------------- | ---------------------------- |
| Мисс Конгениальность | - Аляска — Тони МакФадден    |
| Мисс Фотогеничность  | - Виргиния — Сондра Ди Джонс |

## Штаты-участницы
| - Алабама — Лиза Уиллер - Аляска — Тони МакФадден - Аризона — Лори Хакола - Арканзас — Терри Атли - Калифорния — Сюзанна Дьюамс - Колорадо — Дасти Хаттон - Коннектикут — Морин Секерес - Делавэр — Шона Сэйнтс - Вашингтон (округ Колумбия) — Лори Эстип - Флорида — Лиза Смит - Джорджия — Келли Блэкстон - Гавайи — Ванесса Дюбуа - Айдахо — Валери Стефан - Иллинойс — Карла Дэниэлсон - Индиана — Сара Бинкли - Айова — Жанна Хойер - Канзас — Стефани Ларсон - Кентукки — Кристина Чапман - Луизиана — Лиза Майкл - Мэн — Тереза Клотье - Мэриленд — Энджи Бойер - Массачусетс — Джанет Мари Флаэрти - Мичиган — Дайан Аравия - Миннесота — Лори Кмец - Миссисипи — Нэнси Перкинс - Миссури — Сьюзан Хейман | - Монтана — Перри Стивенсон - Небраска — Лори Новицки - Невада — Андреа Пеннингтон - Нью-Гэмпшир — Кэти Роджерс - Нью-Джерси — Дженис Линн Штрауб - Нью-Мексико — Лиза Аллен - Нью-Йорк — Аннемари Хендерсон - Северная Каролина — Жаннин Далтон - Северная Дакота — Тамми Мартинсон - Огайо — Ким Вида - Оклахома — Джилл Либманн - Орегон — Кристина Бауэр - Пенсильвания — Тереза Роза - Род-Айленд — Пегги МакГроу - Южная Каролина — Марго Вуд - Южная Дакота — Миган Норт - Теннесси — Шерли Динис "Найз" Леви - Техас — Луанн Коуги - Юта — Сьюзен Гэссер - Вермонт — Джорджия Дэвис - Виргиния — Сондра Ди Джонс - Вашингтон — Яна Минерих - Западная Виргиния — Синди Баниак - Висконсин — Шерил Масловски - Вайоминг — Джуди Уайлдер |

## Судьи
- Саммер Бартоломью — Мисс США 1975
- Вик Дамоне[англ.] — певец
- Джайнин Форд — Мисс США 1980
- Джон Джеймс — актёр
- Джулия Миде[англ.] — актриса
- Роберт Пайн — актёр
- Мишель Стивенс — модель